# Heinz Conrads

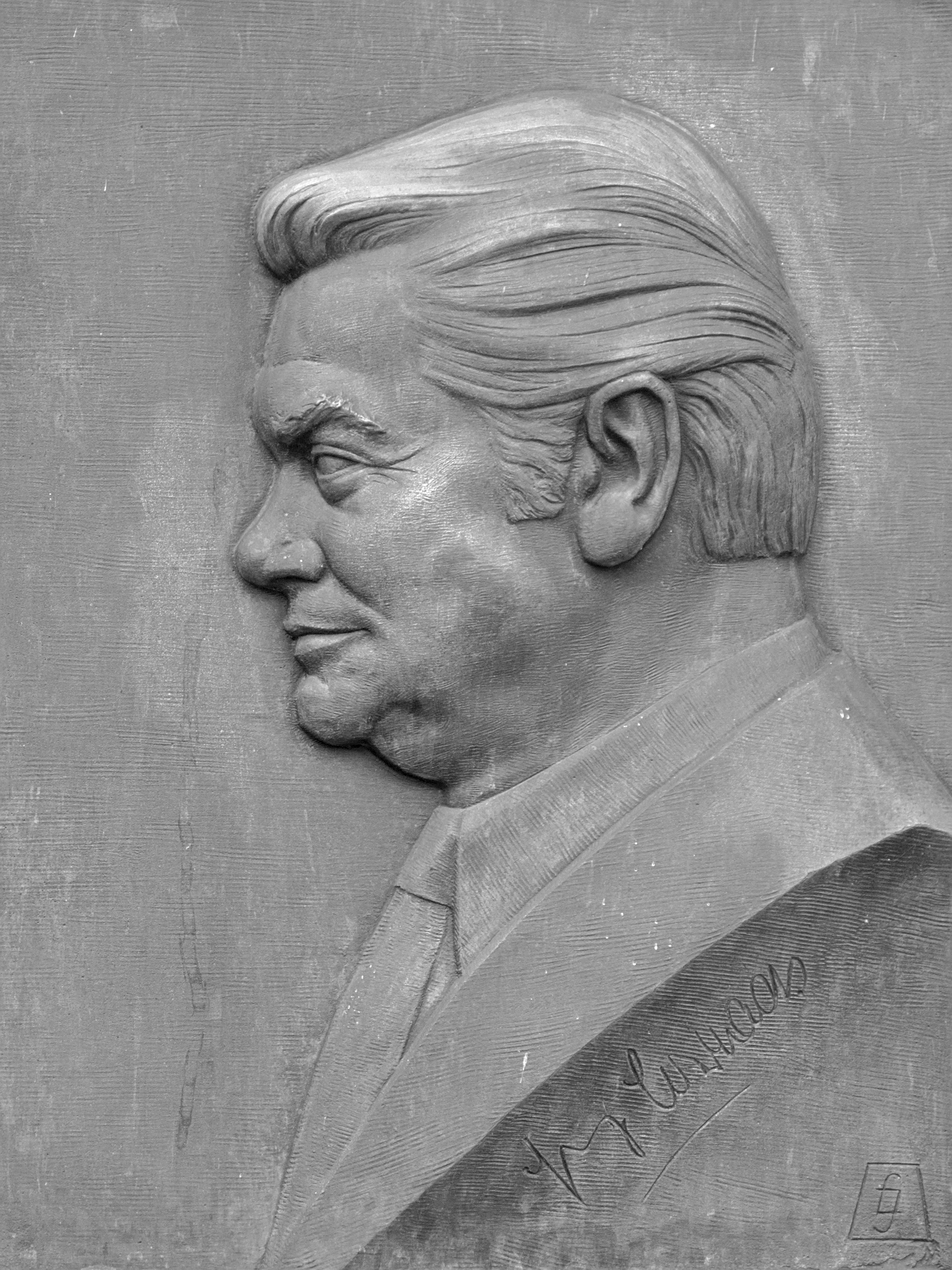
Josef Lehner: Reliefplatte am Conrads-Denkmal in Wien-Penzing

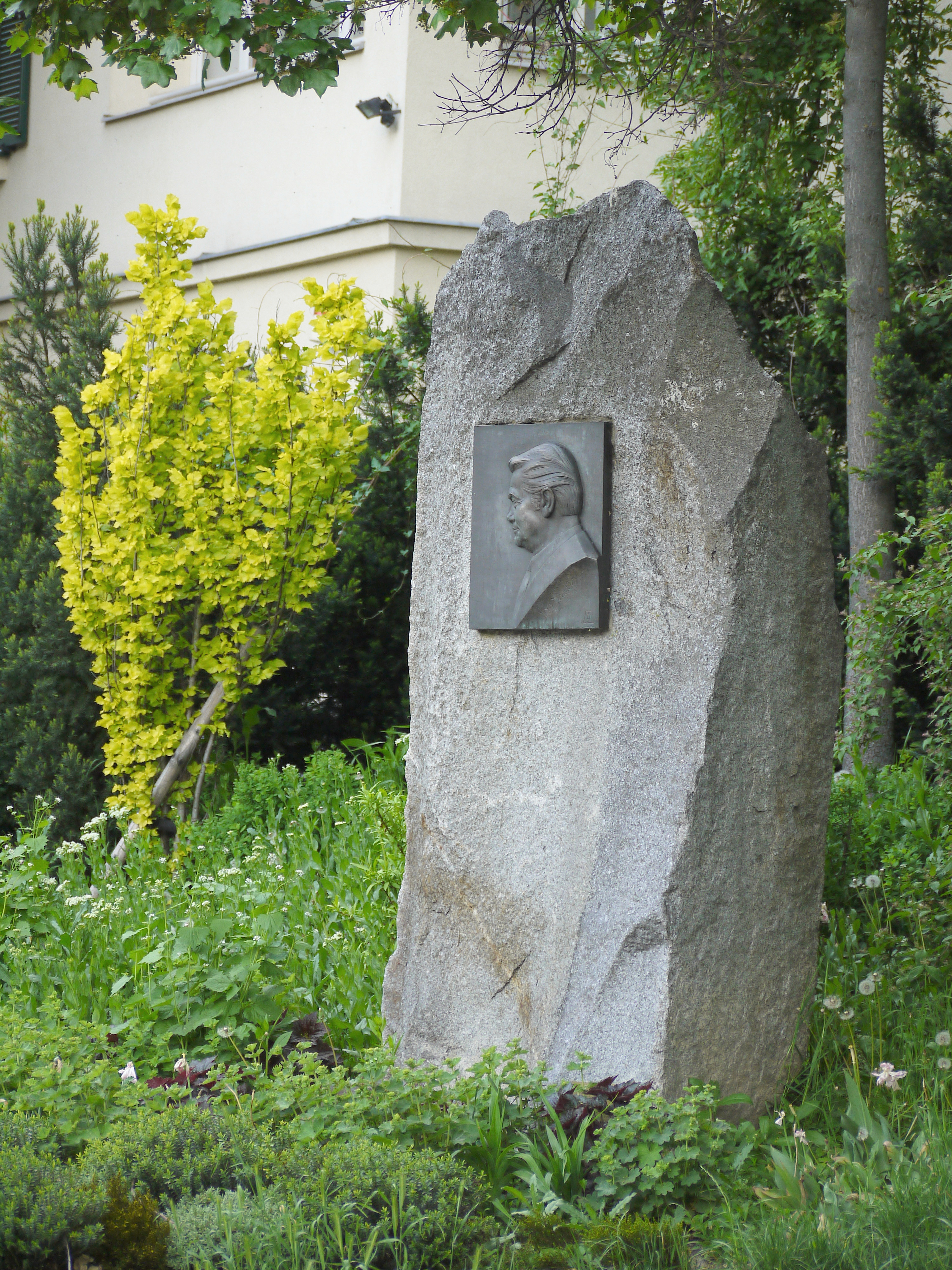
Heinz-Conrads-Denkmal von Josef Lehner vor dem Heinz-Conrads-Park im 14. Bezirk

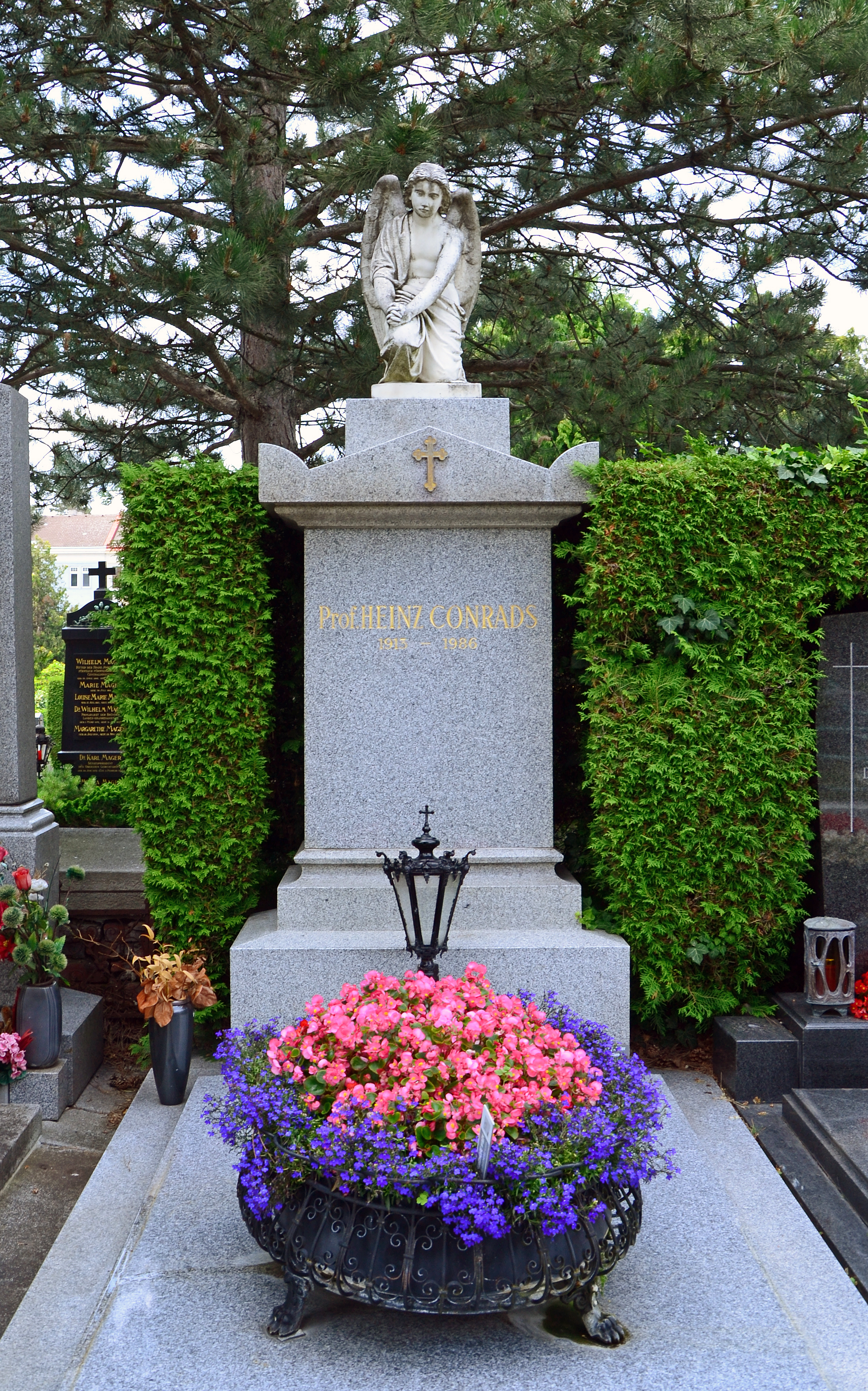
Grabstätte von Heinz Conrads im Friedhof Hietzing

Heinz Conrads (* 21. Dezember 1913 als Heinrich Hansal in Wien; † 9. April 1986 ebenda) war ein österreichischer Schauspieler, Kabarettist, Conférencier und Wienerlied-Interpret.

## Leben
Heinz Conrads wurde als Sohn der Weißnäherin Marie Hansal, später Conrads (* 1890 in Gatterschlag, Südböhmen; † 1985 in Wien), unehelich geboren. Zwischen 1916 und 1922 erfolgte die Namensänderung auf Heinrich Conrads.
Er lernte Modelltischler und engagierte sich bereits früh als Schauspieler in Theatervereinen. 1933 meldete er sich wegen schlechter wirtschaftlicher Verhältnisse als Freiwilliger zum Bundesheer und wurde Funker. Daneben arrangierte und konferierte er Kompaniefeste.
Conrads erkrankte während des Überfalls auf Polen 1939 schwer und wurde infolgedessen nach Wien versetzt. 1940 war auf einem Meldezettel Lilly Conrads, geborene Peter, als Ehefrau angeführt. Während des Zweiten Weltkriegs nahm er Schauspielunterricht beim Burgschauspieler Wilhelm Schmidt und debütierte 1942 am Wiener Stadttheater. Ob man ihm Anbiederungen an das Regime vorzuwerfen habe, wurde nie eingehend untersucht.
Nach dem Kriegsende wurde er von Heinz Sandauer „entdeckt“ und war als Conférencier, Schauspieler und Chansonnier bei „Bunten Abenden“, Modeschauen und ähnlichen Veranstaltungen tätig. Von 1945 bis 1948 und von 1950 bis 1955 trat Conrads im Wiener Kabarett Simpl auf. Von 1946 bis zu seinem Tod moderierte er für den ORF im Radio zunächst die Sendung Was machen wir am Sonntag, wenn es schön ist?, dann Was gibt es Neues hier in Wien?, anschließend die österreichweit ausgestrahlte Nachfolgesendung Was gibt es Neues?. Mit dieser allwöchentlichen großen Sonntagvormittagsrevue (jeweils 45 Minuten dauernd) machte er sich zum erstrangigen Publikumsliebling der österreichischen Rundfunkunterhaltung. Viele Jahre lang wurde er dabei an zwei Klavieren von Carl de Groof, Gustav Zelibor, nach dessen Tod von Norbert Pawlicki, Hans Kann, Herbert Seiter, Heinz Hruza, Leopold Grossmann und Franz Bauer-Theussl begleitet.
Im ORF-Fernsehen präsentierte er jahrelang am Samstagabend die Sendung Guten Abend am Samstag, die 1957 zuerst unter dem Titel Was sieht man Neues startete. Letztmals wurde die Sendung am 23. Dezember 1967 um 18.40 Uhr unter diesem Titel ausgestrahlt, ab 6. Jänner 1968 gab es den neuen Titel.
Zu einem Markenzeichen wurde seine (fast) immer gleiche Begrüßung: „Einen Handkuss den Damen, einen schönen guten Abend den Herrn und der Jugend, grieß eich die Madln, servas die Buam.“ Oder: „Guten Abend meine Damen, guten Abend meine Herrn, guten Abend die Madln, servas die Buam.“ Darauf folgten die Frage nach dem werten Befinden der Zuschauer und Wünsche zur Besserung, sollte sie jemand brauchen. Schließlich begrüßte Conrads jene, „die vielleicht – wie viele Abende – allein vor dem Fernsehbildschirm sitzen“. Kurzzeitig wurde die Sendung auch im Fernsehen in Deutschland und der Schweiz ausgestrahlt (zum Beispiel am 22. Februar 1964, 20.15 Uhr).
Die üblicherweise halbstündige Sendung, die zu einer Institution wurde, diente vielen jungen Künstlerinnen und Künstlern aus dem Bereich der Klassik und der gehobenen Unterhaltungsmusik als Sprungbrett für die Karriere. Sie war ganz im klassischen Conférencestil gehalten und vereinte Musikdarbietungen und kurze Plaudereien, große Stars und hoffnungsvolle Nachwuchstalente. Auch der Gastgeber selbst gab Gesangsproben, meist im Stil des traditionellen Wienerlieds.
Das Konzept der gehobenen Abendunterhaltung wurde oft auf mehrstündige Spezialsendungen übertragen, die, ergänzt um humoristische Spielszenen, beispielsweise zu Silvester (Hereinspaziert ins neue Jahr am 31. Dezember 1968 oder Kinder, so jung komm’ ma nimmermehr z’samm am 31. Dezember 1982) ausgestrahlt wurden. An solchen Abenden begrüßte Conrads ein wahres Staraufgebot aus dem In- und Ausland. Ein weiteres Beispiel war Singendes, klingendes Österreich (unter anderem am 4. März 1967, 20.15 Uhr, als Heinz Conrads in Lienz auf Schloss Bruck zu Gast war) oder Guten Abend in Österreich mit dem Untertitel Frei nach Ralph Benatzky am 10. Mai 1969, 20.30 Uhr. Nach seinem Tod wurde das Sendekonzept einige Jahre von Peter Fröhlich weitergeführt.
Ab 1953 trat Heinz Conrads als Schauspieler in Filmen und am Wiener Theater in der Josefstadt auf. Ab 1973 spielte er in der Wiener Volksoper häufig den Frosch in der Operette Die Fledermaus. In diesem Jahr wurde ihm der Titel „Professor“ verliehen.
Heinz Conrads war auch begeisterter (Wiener-)Liederinterpret, Komponist und Texter, wie er es mit seinem Lied Als meine Tochter Klavierspielen lernte gerne unter Beweis stellte. Lieder wie
- Der Wurschtl
- Wie Böhmen noch bei Öst’reich war
- Das Schneeflockerl und das Ruaßflankerl
- A schräge Wiesn am Donaukanal
- Der Schuster Pockerl
- Bitt Sie, Herr Friseur
- Stellt’s meine Roß in’ Stall
- Wenn im Lebn amal Halbzeit is und
- Suachst an Zwiefel, findst an Knofel

(die letzten beiden von Josef Kaderka) bekamen durch seine originelle Interpretation etwas Zeitloses. Auch trug er Lieder von Otto Reutter vor (Der Überzieher, Der gewissenhafte Maurer), die er sowohl im Text als auch in der Darbietung ins Wienerische „übertrug“. Besonders gerne sang er Lieder mit tschechischem Bezug, woher seine Mutter stammte, wie etwa Wie Böhmen noch bei Österreich war oder Schön war es in Podiebrad. Und immer zur Weihnachtszeit sang er das heiß ersehnte Liebes Christkindl und die Geschichte Der Maronibrater (Komponist: Herbert Seiter, Arrangeur Kurt Svab). Außerdem ließ Conrads jeweils die große Orgel im Sendesaal von Radio Wien durch den Organisten Wolfgang Guhswald mit einbeziehen.
Heinz Conrads starb an einem Herzinfarkt und wurde auf dem Friedhof Hietzing in einem ehrenhalber gewidmeten Grab bestattet (Gruppe 16, Grabkammer 35E). Bemerkenswert an seinem Begräbnis war die Verwendung der gläsernen Kutsche durch die „Bestattung Wien“, die sonst kaum verwendet wird.
Ihm zu Ehren erhielt eine Grünfläche in der Nähe seines langjährigen Wohnsitzes seinen Namen. Der „Heinz-Conrads-Park“ befindet sich an der Ecke Schlossallee und Penzinger Straße im 14. Bezirk. 2004 wurde Conrads bei einer Leserumfrage der Wiener Tageszeitung Kurier in die Liste der 50 wichtigsten Österreicher der letzten 50 Jahre gewählt. Er galt als großer Fußballfan und unterstützte dabei vor allem den SK Rapid Wien. Im Bezirksmuseum Penzing ist ihm eine Dauerausstellung gewidmet.
Im Juni 2013 wurde in Anwesenheit seiner Witwe Erika Conrads eine Gedenktafel an der Schulmauer der Sir-Karl-Popper-Schule in der Schweglerstraße (Wien 15) enthüllt, die Heinz Conrads in seinem Buch „Meine ersten 60 Jahre“ vorangekündigt hatte: „Ich brachte die … Volksschule hinter mich – in der Schweglerschule in der gleichnamigen Straße. Ich sage das so genau, damit Sie einmal wissen, wo die Marmortafel hingehört!“

## Rezeption
Anlässlich der Feier zum 70. Geburtstag von Conrads, die im TV stattfand, wurde durch einen Kulturkritiker der Begriff Conradsismus geprägt.

## Auszeichnungen (Auswahl)
- 1966: Österreichisches Ehrenkreuz für Wissenschaft und Kunst
- 1973: Berufstitel Professor
- 1983: Großes Silbernes Ehrenzeichen für Verdienste um die Republik Österreich[13]
- Großes Ehrenzeichen für Verdienste um das Bundesland Niederösterreich
- Goldenes Ehrenzeichen für Verdienste um das Land Wien
- Ehrenmedaille der Bundeshauptstadt Wien in Gold

Heinz Conrads wurde in seiner Lebenszeit mit 54 Auszeichnungen und Ehrungen bedacht.

## Filmografie
- 1947: Seine einzige Liebe
- 1951: Frühling auf dem Eis
- 1951: Kleiner Peter, große Sorgen (Stadtpark)
- 1951: Das Herz einer Frau
- 1952: Verlorene Melodie
- 1952: Abenteuer in Wien
- 1952: Knall und Fall als Hochstapler
- 1953: Einmal keine Sorgen haben
- 1953: Der Feldherrnhügel
- 1953: Im Krug zum grünen Kranze (Die 5 Karnickel)
- 1954: König der Manege
- 1954: Wie die Jungen sungen
- 1955: Die Deutschmeister
- 1955: Die Wirtin zur Goldenen Krone
- 1955: Sonnenschein und Wolkenbruch
- 1956: …und wer küßt mich? (Ein Herz und eine Seele)
- 1956: Rosmarie kommt aus Wildwest
- 1956: Liebe, Sommer und Musik
- 1956: Roter Mohn
- 1957: Vier Mädels aus der Wachau
- 1957: Egon, der Frauenheld
- 1957: Das Schloß in Tirol
- 1957: Die Lindenwirtin vom Donaustrand
- 1957: Lachendes Wien
- 1957: Die grüne Welle
- 1958: Der Page vom Palast-Hotel
- 1958: Der Talisman (TV)
- 1958: Auch Männer sind keine Engel (Wiener Luft)
- 1958: Hoch klingt der Radetzkymarsch
- 1959: Skandal um Dodo
- 1959: Ich bin kein Casanova
- 1960: Das Spiel vom lieben Augustin (TV)
- 1961: Die Ballade vom Franz und der Marie (TV)
- 1961: Ehekrieg und Frieden (Fernsehserie)
- 1961: Vor Jungfrauen wird gewarnt
- 1961: Schlager-Revue 1962
- 1963: Tingel Tangel (TV)
- 1964: Die Bekehrung des Ferdys Pistora (TV)
- 1964: Der Amerikaner
- 1967: Wiener Schnitzel
- 1971: Kleider machen Leute - Leute machen Kleider (TV)
- 1974: Hallo – Hotel Sacher … Portier! (Fernsehserie, Folge: Majestäten)
- 1974: Cabaret Cabaret (Fernsehserie, eine Folge)

## Diskographie (Auswahl)
- 1994 CD Heinz Conrads singt die beliebtesten Wienerlieder, Polygram Wien.
- 1979 LP Prominente aus Wien, Elite Spezial